# Concert 1971, Bruxelles : Théâtre 140
Albums de Magma
Concert Bobino 1981
(1995) Concert 1976, Opéra de Reims
(1996)
Concert 1971, Bruxelles : Théâtre 140 est un album live du groupe français de rock progressif Magma. Il a été enregistré au Théâtre 140 de Bruxelles le 12 novembre 1971 mais il n'est paru qu'en 1996 sur le label Seventh Records (réf. AKT VIII).

## Contenu

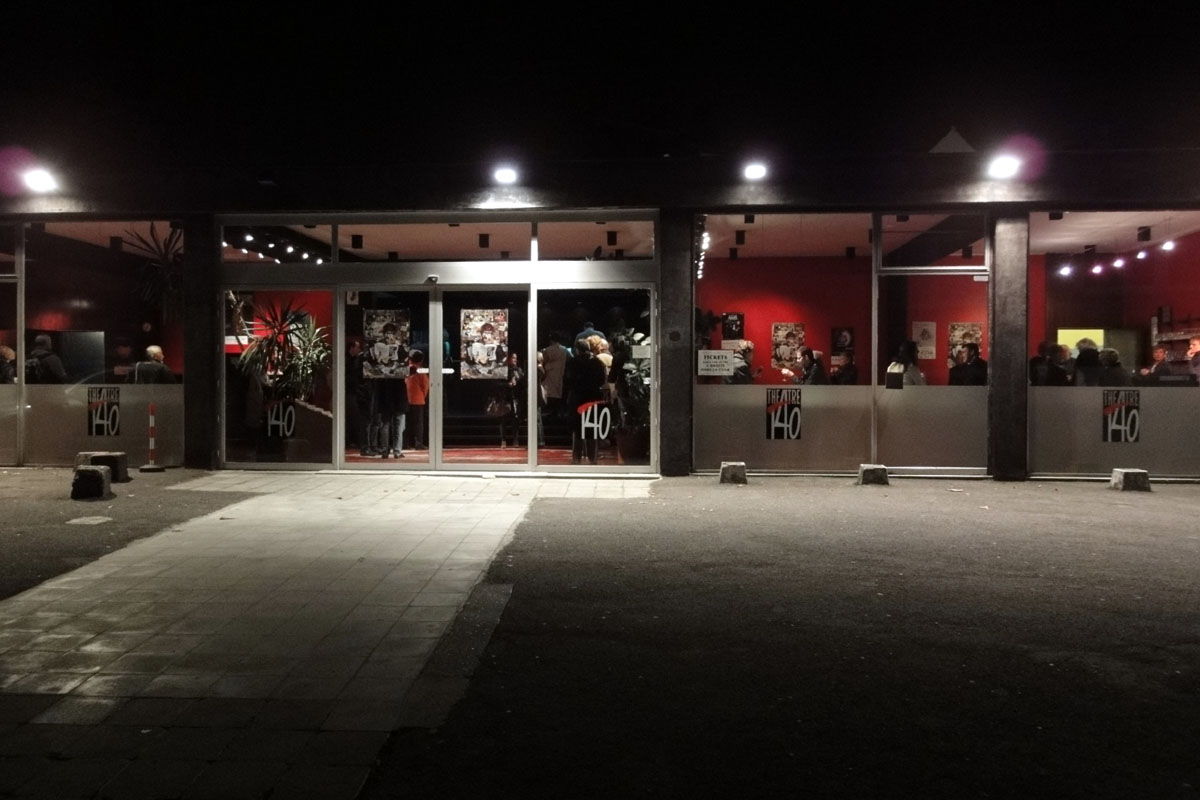
Lieu de prise de vue Théâtre 140 à Bruxelles (photo de 2011)

Ce concert a été interprété par la même formation que celle de 1001° centigrades et c'est le seul document de l'époque. On y trouve des titres issus des deux premiers albums et deux morceaux inédits, Sowiloï (Soï Soï) et surtout Mëkanïk Kömmandöh dont c'est la première vraie version, si on exclut celle de Puissance 13 + 2 enregistrée trois mois avant.

## Liste des titres
1. Stöah - (5:23)
2. Kobaïa - (7:24)
3. Aïna - (6:17)
4. Rïah Sahïltaahk - (19:09)
5. "Iss" Lanseï Doïa - (11:20)
6. Ki Ïahl Ö Lïahk - (9:36)
7. Sowiloï (Soï Soï) - (6:58)
8. Mëkanïk Kömmandöh - (17:19)

## Musiciens
- Christian Vander : chant, batterie, percussions
- Klaus Blasquiz : chant, percussions
- Faton Cahen : piano, claviers
- Francis Moze : basse
- Teddy Lasry : clarinette, saxophone, flûte, voix
- Yochk'o Seffer : saxophone, clarinette
- Louis Toesca : trompette